# Graziella Magherini
Graziella Magherini (Firenze, 23 agosto 1927 – Firenze, 10 dicembre 2023) è stata una psicoanalista italiana di orientamento freudiano.

## Biografia
Psichiatra psicoanalista laureata nell'ateneo della sua città, fu membro didatta dell'Associazione Italiana di Psicoanalisi e dell'International Psychoanalytic Association, nonché presidente dell'International Association for Art and Psychology.
Si occupò di storia dell'arte con particolare riferimento a studi su Michelangelo, assieme a Simona Argentieri, collegati al suo vissuto travagliato ed alle conseguenti relazioni con la sua opera. Uno dei suoi libri più noti al grande pubblico è relativo alla sindrome di Stendhal, pubblicato nel 1989. Nel libro si analizza, anche mediante lo studio sistematico di casi clinici, il retroterra psichico che causa tale manifestazione di stampo emotivo. Graziella Magherini ebbe una pluridecennale esperienza presso l'ospedale di Santa Maria Nuova di Firenze. La città stessa è stata un ottimo osservatorio per lo studio e l'acquisizione di dati inerenti allo sviluppo ed il manifestarsi della sindrome di Stendhal, tenuto conto anche della grande affluenza dei visitatori stranieri portati al disturbo emotivo succitato di fronte alla grande quantità di opere artistiche a Firenze, sia a livelli di singolo che di gruppo. Di interesse particolare può essere il caso clinico di Inge. Di importanza focale per il suo lavoro di psicanalista sono gli studi inerenti alla auxologia ed in relazione a ciò la Magherini fu presidente della società relativa formatasi.
Graziella Magherini è morta a 96 anni nel 2023, lasciando tre figli.

## Opere
- La sindrome di Stendhal. Il malessere del viaggiatore di fronte alla grandezza dell'arte - Ponte alle Grazie - ISBN 8879286145.
- Richiamandoci il Caravaggio felice. L'apoteosi contemporanea e quella odierna (con Pierandrea Lussana e Luciano Berti) - Nicomp Laboratorio Editoriale - ISBN 9788887814217.
- L'apoteosi contemporanea e quella odierna (con Pierandrea Lussana e Luciano Berti) - Nicomp Laboratorio Editoriale - ISBN 9788887814217.
- Artemisia Gentileschi. Nostra contemporanea (con Luciano Berti e Monica Toraldo di Francia) - Nicomp Laboratorio Editoriale - ISBN 8887814139.
- Chi ucciderà la psicoanalisi. Psicofarmaci e Internet all'assalto - Ponte alle Grazie - ISBN 8879283472.
- L'Isola delle stinche (con Vittorio Biotti) - Ponte alle Grazie - ISBN 8879282107.
- L'abuso infantile (con Graziano Graziani) - Nicomp Laboratorio Editoriale.
- O Signore! Sto forse impazzendo? Dubbio e sgomento della follia in letteratura - Nicomp Laboratorio Editoriale - ISBN 888781418X.
- La terrazza del mistero. La allegoria sacra di Giovanni Bellini. Analisi storico-filologica e interpretazione psicoanalitica (con Antonio Paolucci e Anchise Tempestini) - Nicomp Laboratorio Editoriale - ISBN 8887814082.
- Sul confine. Scritti e dipinti da un ospedale psichiatrico (a cura di Graziella Magherini e Gianfranco Zeloni) - Vallecchi, 1964.
- Salute mentale e territorio. Rapporto dal servizio di igiene mentale (con R. Vigevani, G. Gurrieri e I. Nicoletti) - Le Monnier, 1978.
- I percorsi della follia a Firenze nei secoli XIV-XVII - Ponte alle Grazie, 1992.